# Scalopodon
Scalopodon — вимерлий рід тероцефалових терапсид пізньої пермі Росії. Типовий вид Scalopodon tenuisfrons був названий в 1999 році з Котельницького району Кіровської області. Скалоподон відомий з єдиного фрагментарного голотипного зразка, що включає задню частину черепа, ліву сторону нижньої щелепи та окремі заочноямкові та префронтальні кістки. Череп був знайдений у зоні скупчення Дельтавятія, яка датується раннім Вучіапінґом приблизно 260 мільйонів років тому. Відмінні риси Scalopodon включають вузькі лобові кістки та характерний сагітальний гребінь уздовж тім'яної області на задній частині черепа. Скалоподон спочатку був класифікований у родині Scaloposauridae і був першим скалопозавридом, знайденим у Росії (скалопозавриди також відомі в південній Африці та Антарктиді). Більш пізні дослідження тероцефалів виявили, що скалопозавриди, такі як Scalopodon, є ювенільними формами більших тероцефалів і не вважають Scaloposauridae дійсною групою. Scalopodon та більшість інших скалопозавридів тепер класифікуються як базальні представники Baurioidea.